# مایکل گریسی
مایکل گریسی (انگلیسی: Michael Gracey؛ زادهٔ) کارگردان و تهیه‌کننده هالیوود است.